# Supercoupe d'Italie de football 1989
Navigation
Supercoupe d'Italie 1988 Supercoupe d'Italie 1990
La Supercoupe d'Italie 1989 (italien : Supercoppa italiana 1989) est la deuxième édition de la Supercoupe d'Italie, épreuve qui oppose le champion d'Italie au vainqueur de la Coupe d'Italie. Disputée le 29 septembre 1989 au stade Giuseppe-Meazza à Milan, la rencontre est remportée par l'Inter de Milan aux dépens de la Sampdoria de Gênes sur le score de 2-0.

## Participants
La rencontre oppose l'Inter de Milan à la Sampdoria de Gênes. L'Inter se qualifie au titre de sa victoire en championnat 1989 et la Samp se qualifie pour la Supercoupe grâce à sa victoire en Coupe d'Italie de football 1988-1989. La compétition étant naissante, il s'agit de la première participation du club milanais mais de la seconde en deux éditions pour le club génois.
Plusieurs joueurs de Gênes sont présents lors de l'édition précédente : Gianluca Pagliuca, Pietro Vierchowod, Fausto Pari, Giuseppe Dossena ou Gianluca Vialli. Les deux joueurs Víctor Muñoz et Amedeo Carboni sont titulaires en 1988 puis sont remplaçants lors de cette opposition.  

## Rencontre
L'Inter de Milan ouvre le score en première mi-temps puis mène au tableau d'affichage tout au long de la partie. Le club inscrit un second but dans les derniers instants et remporte sa première Supercoppa. À l'inverse, la Sampdoria connait une seconde défaite d'affilée après celle connue contre le Milan AC, l'autre club milanais.

## Feuille de match
| 29 septembre 1989 | Inter de Milan          | 2-0   | Sampdoria de Gênes | Stade Giuseppe-Meazza, Milan |                          |
|                   | Cucchi 37e · Serena 86e | (1-0) |                    | Arbitrage : Carlo Longhi     | Arbitrage : Carlo Longhi |

| Inter | Sampdoria |

| Gardien de but      | 1  | Walter Zenga        |
| D                   | 2  | Giuseppe Baresi     |
| D                   | 5  | Giuseppe Bergomi    |
| D                   | 6  | Corrado Verdelli    |
| D                   | 3  | Andreas Brehme      |
| M                   | 7  | Alessandro Bianchi  |
| M                   | 4  | Gianfranco Matteoli |
| M                   | 10 | Enrico Cucchi       |
| M                   | 8  | Nicola Berti        |
| A                   | 9  | Dario Morello       |
| A                   | 11 | Aldo Serena         |
| Entraîneur :        |    |                     |
| Giovanni Trapattoni |    |                     |

| Gardien de but | 1  | Gianluca Pagliuca   |  |     |
| D              | 2  | Moreno Mannini      |  |     |
| D              | 5  | Pietro Vierchowod   |  |     |
| D              | 6  | Srečko Katanec      |  | 45e |
| M              | 3  | Giovanni Invernizzi |  |     |
| M              | 7  | Attilio Lombardo    |  | 57e |
| M              | 4  | Fausto Pari         |  |     |
| M              | 8  | Toninho Cerezo      |  |     |
| M              | 11 | Giuseppe Dossena    |  |     |
| A              | 10 | Roberto Mancini     |  |     |
| A              | 9  | Gianluca Vialli     |  |     |
| Remplaçants :  |    |                     |  |     |
| D              | 13 | Amedeo Carboni      |  | 57e |
| M              | 14 | Víctor Muñoz        |  | 45e |
| Entraîneur :   |    |                     |  |     |
| Vujadin Boškov |    |                     |  |     |